# Hipocalins
Els hipocalins (Hypocalinae) són una subfamília de lepidòpters ditrisis de la família dels erèbids ( Erebidae).

## Gèneres
- Aon Neumögen, 1892
- Hypocala Guenée, 1852
- Hypsoropha Hübner, 1818
- Goniapteryx Perty, 1833
- Psammathodoxa Dyar, 1921